# Mali nos Jogos Olímpicos de Verão de 2004
Mali competiu nos Jogos Olímpicos de Verão de 2004, em Atenas, na Grécia.